# Mujeres cantan a Rocío Jurado
Mujeres cantan a Rocío Jurado fue una serie de dos conciertos homenaje a la cantante Rocío Jurado que falleció en 2006. Ambos espectáculos fueron programados en los días 8 de marzo y 11 de mayo de 2022, y organizado por la promotora Green Cow Music junto con la hija de la cantante, Rocío Carrasco. 
El concierto reunió a diferentes personalidades femeninas del mundo de la música, televisión, literatura y las artes escénicas de España. Entre ellas: Pastora Soler, Rigoberta Bandini, Mercedes Milá, Tanxugueiras, Ana Guerra, Lorena Gómez, Edurne, Beatriz Luengo, Carlota Corredera, Melani Olivares, Sole Giménez o Noemí Casquet, entre otras. El concierto se realiza a favor de la educación en igualdad y lucha contra la violencia de género.
El primer concierto se celebró en el Palacio de los Deportes de la Comunidad de Madrid con motivo del Día Internacional de la Mujer, mientras que el segundo concierto se celebró en el Cartuja Center CITE de Sevilla por el 30 aniversario de la exposición universal de 1992.